# 五十嵐竜馬
五十嵐 竜馬（いがらし りょうま、1982年6月7日 - ）は、読売テレビの報道局記者で元アナウンサー。

## 来歴・人物
長野県長野市出身。長野県屋代高等学校、東洋大学社会学部メディアコミュニケーション学科卒業後、2005年入社。同期は本野大輔。
2009年12月に、関西テレビの男性アナウンサーユニット「KT☆BOYS」（吉原功兼・堀田篤・川島壮雄・坂元龍斗）に対抗するため、本野・山本隆弥・立田恭三と共に「ytv まだまだボーイズ」を結成。
2009年12月20日に結婚。
2010年1月28日、「ウェークアップ!ぷらす」の企画で、同僚かつ共演者の虎谷温子と共に2月28日開催の東京マラソン2010に挑戦。本番では雨天の中、なんとか制限時間内に完走したが、タイムは6時間16分28秒で、虎谷より約1時間遅れてのゴールだった。2回目のマラソンは同年12月5日開催の奈良マラソン2010、ゴールタイムは5時間29分59秒（ネットタイム）。2011年は「情報ライブ ミヤネ屋」の企画で大阪マラソンに出場。タイムは5時間55分16秒だった。
2015年1月付で、アナウンス部から報道局記者に異動となる。

## 現在の出演番組
- かんさい情報ネットten! - 「若一調査隊」アシスタント（水曜）2023年1月より。
- 情報ライブ ミヤネ屋 - 「ミヤネ屋ヨミ斬リタイムズ」金曜担当
- NNNストレイトニュース - 関西ローカル部分を担当。
- 各種NNNニュース枠内ローカルパート（不定期）

## 過去の出演番組
- アナだらけ（2007年8月5日放送）
- ぷぷっぴ10
- ズームイン!!SUPER （2009年3月27日まで）- リポーター
- ウェークアップ!ぷらす（〜2014年12月27日まで） - アシスタント
- ニューススクランブル（2008年9月1日 - 2日）坂泰知の代理